# Curiel de Duero
Curiel de Duero is een gemeente in de Spaanse provincie Valladolid in de regio Castilië en León met een oppervlakte van 18,75 km². Curiel de Duero telt 102 inwoners (1 januari 2016).

## Demografische ontwikkeling
Bron: INE, 1857-2011: volkstellingen